# Bingen (Washington)
Bingen ist eine City im Klickitat County im US-Bundesstaat Washington. Das U.S. Census Bureau hat bei der Volkszählung 2020 eine Einwohnerzahl von 778 ermittelt.
Bingen wurde offiziell am 18. April 1924 gegründet. Der Ort wurde nach Bingen am Rhein (Rheinland-Pfalz) benannt.